# ボストンでは禁止
ボストンでは禁止（ボストンではきんし、英語: Banned in Boston）とは、19世紀末から20世紀中頃まで、マサチューセッツ州ボストンにおいて用いられた慣用句である。執筆物・楽曲・映像もしくは演奏が、配布されたり展示されたりすることを禁じられていたことを表現する。この時期、ボストン当局は、「いかがわしい」内容をもつ作品を禁止する広範な権限を有していた。そして、しばしば、性的な内容や汚らしい言葉を使う作品を禁止した。

## 歴史
ボストンは、17世紀初頭に厳格な道徳規範をもっていたピューリタンによって建設された。ボストンへの第2の主要な移民の波であったアイルランドからのカトリック教徒は、1820年代に到着し始め、保守的な道徳的信念を（特にセックスに関して）もっていた。
しかし、「ボストンでは禁止」という慣用句の起源は19世紀後半にあり、この頃、アメリカの「道徳的な十字軍」、アンソニー・コムストックが、悪徳を抑制するためのキャンペーンを開始した。ボストンにはコムストックに対する広範な支持があり、特に社会的に著名で影響力のある役人の社会においては強く支持されていた。
コムストックは、コムストック法の提案者としても知られている。この法律によって、わいせつ物がアメリカ合衆国郵政省によって郵送されることを防いだ。
コムストックの率先に従って、ボストン市の職員は、自分たちがわいせつと見なすもの、不適切と見なすもの、不快と感じるあらゆるものを禁止する活動に参加した。この活動の中には彼らを助ける民間人のグループとしてボストンのウォッチ・ウォード協会がいた。劇場のショーはボストン市から追放され、本が押収され、映画も上映されないようにされた。映画が上映中に（役人が「充分に観た」後に）停止されたこともあった。例えば、1935年、クリフォード・オデッツの演劇『レフティを待ちつつ』の開幕公演中に4人の役者が軟禁された。
このような動向は、いくつかの帰結をもたらした。ひとつは、ボストンという文化の中心都市が「厳格な検閲慣行をもたない多くの都市ほどは洗練されていない」と認識されたことであった。もうひとつは、「ボストンでは禁止」という慣用句が、「身の毛もよだつもの」「セクシーなもの」「いたずらっぽいもの」と普通に関連づけられるようになったことである。流通販売業者は、しばしば、彼らの作品が「ボストンでは禁止」とされると喜んだ。それは最高のアピール材料を彼らにもたらしたからである。
傑出した文芸評論家であったH・L・メンケンは、彼の雑誌『アメリカン・マーキュリー』の発売禁止にされた号を断固として販売したあと、1926年にボストンで逮捕された。彼の事案が地方裁判所によって退けられたのち、彼はウォッチ・ウォード協会に対して取引の違法な抑制について勝訴したが、この努力はボストンにおける検閲には、あまり影響を与えなかった。
リリアン・スミスによる異人種間の恋愛小説『奇妙な果実』も、ウォッチ・ウォード協会によって禁止された。また1929年、 ボストンの市長と同市の検閲官は、ユージン・オニールのピューリッツアー賞受賞演劇「奇妙な幕間狂言」も禁止した。
同様に、この時期、ラジオ放送においては定期的な「浄化キャンペーン」があり、各放送局が、両義語句（ダブル・ミーニング）もしくは下品と申し立てられた歌詞をもつ歌曲を禁止する判断をしていた。
このようなキャンペーンの被害者のひとりが、バンドリーダーのジョー・ライネスであった。1931年11月、彼は歌曲の途中で、WBZの番組ディレクターのジョン・L・クラークによって演奏を止められた。
それは、「これが女房だ」（This is the Missus）という歌曲を演奏したことによるものであり、クラークはこの歌詞を不適切と見なした。ライネスは、「クラークは、完全に無垢な歌詞に対して過剰反応したと確信している」と言って怒ったが、クラークは、「歌詞が暗示的と解釈される可能性がある、いかなる歌曲をも禁止することは正しかった」と主張した。
ウォレン・コート（連邦最高裁、1953年 - 1969年）は自由権を拡大し、マサチューセッツ州のメモワール判決において他の事例が、文学、演劇および映画の内容を制約するための地方自治体の能力を縮小した。アメリカ合衆国における最後の主要な文芸検閲論争は、小説『裸のランチ』（1959年）をめぐって争われ、これは1965年にボストンでは禁止された。
最終的にウォッチ・ウォード協会は、その名称を「ニューイングランド市民犯罪コミッション）」と変え、その主要な強調点を賭博や薬物に対するものとし、メディアについては弱めることにした。
1960年代から1970年代初頭にかけて、ボストンに「コンバット・ゾーン」と呼ばれる、ほんの数十年前まで刑法で禁止されていた多くのビジネスを行う風俗街が形成された。また1970年代末までには、同市は以前よりはるかにリベラルな評判を築いた。

## ボストンにおいて禁止された作品
- 『草の葉』 ウォルト・ホイットマン（1881年）[8]
- 『デカメロン』 ジョヴァンニ・ボッカッチョ (1894年)[8]
- 『三週間（英語版）』 エリナ・グリン（英語版）（1909年）[8]
- 『幾度もの結婚（英語版）』 シャーウッド・アンダーソン（1923年）[8]
- 『道化芝居（英語版）』 オルダス・ハクスリー（1923年）[8]
- 雑誌『アメリカン･マーキュリー（英語版）』（1926年）[8]
- 演劇『楡の木陰の欲望』 ユージン・オニール（1926年）[8]
- 『エルマー・ガントリー/魅せられた男』 シンクレア・ルイス（1927年）[8]
- 『アメリカの悲劇（英語版）』 セオドア・ドライサー（1927年）[8]
- 『日はまた昇る』 アーネスト・ヘミングウェイ（1927年）[8]
- 『石油！（英語版）』 アプトン・シンクレア（1927年）[8]
- 『ブラック・エイプリル』 ジュリア・ピーターキン（1927年）[8]
- 『マンハッタン乗換駅（英語版）』 ジョン・ドス・パソス（1927年）[8]
- 『蚊（英語版）』 ウィリアム・フォークナー（1927年）[8]
- 『ニガー・ヘヴン（英語版）』 カール・ヴァン・ヴェクテン（1927年）[8]
- 『ウィリアム・クリソルド氏の世界（英語版）』 ハーバート・G・ウェルズ（1927年）[8]
- 『黒い笑い（英語版）』 シャーウッド・アンダーソン（1927年）[8]
- 演劇『奇妙な幕間狂言（英語版）』 ユージン・オニール（1929年）[8]
- 『チャタレイ夫人の恋人』 デヴィッド・H・ローレンス（1929年）[8]
- 『武器よさらば』 アーネスト・ヘミングウェイ （1929年）[8]
- 『金のないユダヤ人』 マイク・ゴールド（1930年）[8]
- 『神の小さな土地（英語版）』 アースキン・コールドウェル（1933年）[8]
- 演劇『子供の時間（英語版）』 リリアン・ヘルマン（1934年）[8]
- 演劇『門の中で』 ショーン・オケーシー（1935年）[8]
- 戯曲『レフティを待ちつつ（英語版）』 クリフォード・オデッツ（1935年）[1]
- 『奇妙な果実』 リリアン・E・スミス（1944年）[8]
- 『永遠のアンバー（英語版）』 キャスリーン・ウィンザー（1944年）[8]
- 映画『月蒼くして』 オットー・プレミンジャー（1953年）
- 歌曲『起きろよスージー』 エヴァリー・ブラザース（1957年）[9]
- 『裸のランチ』 ウィリアム・S・バロウズ（1965年）
- 『ファニー・ヒル』 ジョン・クレランド（1966年）
- 映画『私は好奇心の強い女』 ヴィルゴット・シェーマン（英語版）（1967年）[10]
- 映画『カリギュラ』 ティント・ブラス（1980年）[11]

## 発展文献
- S. Boyer, Paul (1963). “Boston Book Censorship in the Twenties” (英語). American Quarterly (The Johns Hopkins University Press) 15 (No.1):  3-24. doi:10.2307/2710264. JSTOR 2710264.